# کاسکارودو
کاسکارودو با نام علمی (Callichthys callichthys)، که به نام‌های کوریدوراس کاسکاردو، گربه‌ماهی زره‌دار، گربه‌ماهی حباب‌دار یا حَسَر، یک ماهی آب‌های شیرین نیمه گرمسیری است که متعلق به زیرخانواده کوریدوراس‌ها از خانواده گربه‌ماهیان زره‌دار است.
کاسکارودو در طیف مختلفی از آب زندگی می‌کند، از شرایط بدون اکسیژن (مناطق دارای آب راکد که با پوشش گیاهی متراکم احاطه شده‌اند) تا نهرهای کمی کدر با جریان آزاد. می‌توان آنها را در آب‌هایی با محدوده پی‌اچ بین ۵٫۵ تا ۸٫۳، سختی ۰ تا ۳۰ و محدوده دمایی بین ۱۸ تا ۲۸ درچه سانتیگراد یافت. هنگامی که بیوتیپ آن خشک می‌شود، به دلیل توانایی آن در بلع هوا و استفاده از روده‌های خود برای جذب اکسیژن از جو، برای یافتن آب بیشتر، می‌تواند از آب خارج شود.
بیشتر یک ماهی شب‌گرد است و بیشتر از ماهی، حشرات و مواد گیاهی تغذیه می‌کند. ماهی‌های نابالغ علاوه بر سخت پوستان کوچک و لارو حشرات آبزی که هنگام حفاری در بستر پیدا می‌کنند، از روتیفرها تغذیه می‌کنند.